# Modisimus tzotzile
Modisimus tzotzile är en spindelart som beskrevs av Brignoli 1974. Modisimus tzotzile ingår i släktet Modisimus och familjen dallerspindlar. Inga underarter finns listade i Catalogue of Life.